# Чучковский район
Чу́чковский райо́н — административно-территориальная единица (район) и муниципальное образование (муниципальный район) на востоке центральной части Рязанской области России.
Административный центр — посёлок городского типа Чучково.

## География
Площадь района — 896 км². Основные реки — Алешня (приток Цны), Пёт (приток Оки), Середник (приток Оки), Выница. По южной границе района протекает речка Тырница — приток Оки.
Почвы района чернозёмные. Пашня занимает 54 % общей площади.
Леса занимают часть территории района. Имеются 2 лесничества.
Полезные ископаемые: глины, пески для дорожностроительных работ.

## История
Возникновение и развитие ряда населённых пунктов в крае связано со строительством Шацкой засечной черты.
До 1929 года земли края территориально принадлежали Ряжскому и Сасовскому уездам Рязанской губернии.
Чучковский район образован в 1929 году в составе Рязанского округа Московской области. В его состав вошли следующие сельсоветы:
- из Путятинской волости Ряжского уезда: Глебовский, Карабухинский, Карауловский, Макеевский, Петинский, Романово-Дарковский, Сергеевский, Сомовский, Строевский, Хлынинский
- из Ункосовской волости Сасовского уезда: Аладьинский, Алеевский, Александровский, Антоновский, Голенищинский, Гремячевский, Гюменевский, Демидовский, Деревягинский, Дудкинский, Завидовский, Ильинский, Калининский, Кистенёвский, Кловертский, Копнинский, Красноозерский, Крюковский, Мелеховский, Никоновский, Ольховский, Остро-Пластиковский, Пертовский, Петовский, Подсосенский, Подъисаковский, Поповский, Просандеевский, Протасьево-Углянский, Пузосский, Свищевский, Сеитовский, Старопластиковский, Суховский, Ункосовский, Федяевский, Фроловский, Церлевский, Чучковский, Шараповский, Шеметовский, Шигаевский.

21 февраля 1935 года из Чучковского района в Каверинский были переданы Аладьинский, Демидовский, Подсосенский, Просандеевский, Сеитовский и Федяевский с/с, а в Путятинский район — Глебовский, Карабухинский, Карауловский, Макеевский, Петинский, Романово-Дарковский, Сомовский, Сергеевский, Строевский, Хлынинский с/с.
26 сентября 1937 года Чучковский район вошёл в состав Рязанской области.

## Население
| 1939   | 1959    | 1970    | 1979    | 1989    | 2002    | 2009    | 2010  | 2012  |
| ------ | ------- | ------- | ------- | ------- | ------- | ------- | ----- | ----- |
| 34 941 | ↘24 745 | ↘19 428 | ↘15 191 | ↘12 294 | ↘11 244 | ↘10 100 | ↘8700 | ↘8493 |
| 2013   | 2014    | 2015    | 2016    | 2017    | 2018    | 2019    | 2020  | 2021  |
| ↘8278  | ↘7995   | ↘7685   | ↘7425   | ↘7341   | ↘7319   | ↘7318   | ↘7311 | ↘6963 |
| 2023   |         |         |         |         |         |         |       |       |
| ↘6742  |         |         |         |         |         |         |       |       |

### Урбанизация
Городское население (посёлок городского типа Чучково) составляет  38,05 % населения района.

### Национальный состав
По итогам переписи населения 2020 года проживали следующие национальности (национальности менее 0,1 % и другое, см. в сноске к строке «Другие»):
| Национальность | Численность, чел. | Доля     |
| -------------- | ----------------- | -------- |
| Русские        | 6293              | 90,38 %  |
| Лезгины        | 69                | 0,99 %   |
| Мордва         | 63                | 0,90 %   |
| Армяне         | 62                | 0,89 %   |
| Таджики        | 59                | 0,85 %   |
| Татары         | 53                | 0,76 %   |
| Узбеки         | 48                | 0,69 %   |
| Азербайджанцы  | 47                | 0,67 %   |
| Киргизы        | 39                | 0,56 %   |
| Украинцы       | 24                | 0,34 %   |
| Чуваши         | 22                | 0,32 %   |
| Молдаване      | 15                | 0,22 %   |
| Казахи         | 13                | 0,19 %   |
| Аварцы         | 9                 | 0,13 %   |
| Грузины        | 7                 | 0,10 %   |
| Другие         | 140               | 2,01 %   |
| Итого          | 6963              | 100,00 % |

## Территориальное устройство
В рамках административно-территориального устройства, Чучковский район включает 1 посёлок городского типа и 5 сельских округов.
В рамках организации местного самоуправления, муниципальный район делится на 6 муниципальных образований, в том числе 1 городское и 5 сельских поселений.
| № | Муниципальное образование              | Административный центр  | Количество населённых пунктов | Население (чел.) | Площадь (км²) |
| - | -------------------------------------- | ----------------------- | ----------------------------- | ---------------- | ------------- |
| 1 | Чучковское городское поселение         | рабочий посёлок Чучково | 1                             | ↘2565            | 26,40         |
| 2 | Аладьинское сельское поселение         | село Аладьино           | 10                            | ↘1174            | 129,00        |
| 3 | Завидовское сельское поселение         | село Завидово           | 19                            | ↘942             | 220,15        |
| 4 | Остро-Пластиковское сельское поселение | село Остро-Пластиково   | 6                             | ↘266             | 91,40         |
| 5 | Пертовское сельское поселение          | село Пертово            | 19                            | ↘1081            | 249,90        |
| 6 | Ункосовское сельское поселение         | село Кистенёво          | 11                            | ↘850             | 179,20        |

## Населённые пункты
В Чучковском районе 66 населённых пунктов, в том числе 1 городской (пгт) и 65 сельских.
| №  | Населённый пункт   | Тип     | Население | Муниципальное образование              |
| -- | ------------------ | ------- | --------- | -------------------------------------- |
| 1  | Авангард           | посёлок | ↗370      | Ункосовское сельское поселение         |
| 2  | Азарновка          | посёлок | ↘2        | Завидовское сельское поселение         |
| 3  | Аладьино           | село    | ↘1059     | Аладьинское сельское поселение         |
| 4  | Алеево             | село    | ↘123      | Ункосовское сельское поселение         |
| 5  | Александровка      | деревня | ↘10       | Пертовское сельское поселение          |
| 6  | Александровка      | деревня | ↘0        | Ункосовское сельское поселение         |
| 7  | Антоново           | село    | 0         | Аладьинское сельское поселение         |
| 8  | Большая Дмитриевка | деревня | ↘1        | Пертовское сельское поселение          |
| 9  | Гавриловское       | деревня | ↘4        | Ункосовское сельское поселение         |
| 10 | Голенищево         | село    | ↘52       | Ункосовское сельское поселение         |
| 11 | Гремячево          | село    | ↘0        | Ункосовское сельское поселение         |
| 12 | Деревягино         | село    | ↘4        | Завидовское сельское поселение         |
| 13 | Дубровка           | посёлок | ↗328      | Завидовское сельское поселение         |
| 14 | Дудкино            | село    | ↗188      | Ункосовское сельское поселение         |
| 15 | Жильцовка          | посёлок | ↘3        | Завидовское сельское поселение         |
| 16 | Завидово           | село    | ↘242      | Завидовское сельское поселение         |
| 17 | Зелёный Курган     | деревня | ↘1        | Остро-Пластиковское сельское поселение |
| 18 | Земледелец         | деревня | 0         | Пертовское сельское поселение          |
| 19 | Ивановка           | деревня | 0         | Пертовское сельское поселение          |
| 20 | Ильино             | деревня | ↘0        | Аладьинское сельское поселение         |
| 21 | Илюшкино           | деревня | 0         | Пертовское сельское поселение          |
| 22 | Калинино           | деревня | ↘0        | Пертовское сельское поселение          |
| 23 | Кистенёво          | село    | ↘206      | Ункосовское сельское поселение         |
| 24 | Коловерти          | деревня | 0         | Аладьинское сельское поселение         |
| 25 | Красная Слобода    | деревня | ↘1        | Пертовское сельское поселение          |
| 26 | Красноармейский    | посёлок | ↘50       | Аладьинское сельское поселение         |
| 27 | Красное Озеро      | село    | ↘73       | Аладьинское сельское поселение         |
| 28 | Красный            | посёлок | ↘1        | Завидовское сельское поселение         |
| 29 | Красный Хутор      | посёлок | ↘11       | Завидовское сельское поселение         |
| 30 | Крюково            | деревня | ↘1        | Остро-Пластиковское сельское поселение |
| 31 | Лаврешин           | посёлок | ↘1        | Завидовское сельское поселение         |
| 32 | Луговой            | посёлок | ↗87       | Пертовское сельское поселение          |
| 33 | Марьевка           | деревня | ↘2        | Пертовское сельское поселение          |
| 34 | Матчино            | деревня | ↘2        | Остро-Пластиковское сельское поселение |
| 35 | Мелехово           | село    | ↗177      | Пертовское сельское поселение          |
| 36 | Муравлянка         | посёлок | ↘10       | Завидовское сельское поселение         |
| 37 | Назаровка          | село    | ↘417      | Завидовское сельское поселение         |
| 38 | Никоново           | деревня | 0         | Аладьинское сельское поселение         |
| 39 | Новый              | посёлок | ↘25       | Завидовское сельское поселение         |
| 40 | Ольховка           | деревня | ↘6        | Пертовское сельское поселение          |
| 41 | Ольховка 2         | посёлок | ↘6        | Завидовское сельское поселение         |
| 42 | Ореховка           | деревня | ↘3        | Пертовское сельское поселение          |
| 43 | Орловка            | посёлок | ↘7        | Завидовское сельское поселение         |
| 44 | Остро-Пластиково   | село    | ↘309      | Остро-Пластиковское сельское поселение |
| 45 | Пертово            | село    | ↗972      | Пертовское сельское поселение          |
| 46 | Пёт                | село    | ↘0        | Пертовское сельское поселение          |
| 47 | Пехорка            | деревня | ↘3        | Аладьинское сельское поселение         |
| 48 | Подшивальна        | посёлок | ↘4        | Завидовское сельское поселение         |
| 49 | Подысаково         | село    | ↘4        | Ункосовское сельское поселение         |
| 50 | Протасьев Угол     | село    | ↗196      | Завидовское сельское поселение         |
| 51 | Прудовка           | деревня | ↘2        | Пертовское сельское поселение          |
| 52 | Пузос              | село    | ↘26       | Пертовское сельское поселение          |
| 53 | Пятша              | деревня | ↘0        | Пертовское сельское поселение          |
| 54 | Родники            | посёлок | ↘34       | Завидовское сельское поселение         |
| 55 | Свищевка           | деревня | ↘28       | Пертовское сельское поселение          |
| 56 | Старо-Пластиково   | село    | ↘52       | Остро-Пластиковское сельское поселение |
| 57 | Суховка            | деревня | 0         | Завидовское сельское поселение         |
| 58 | Тюменево           | село    | ↘0        | Ункосовское сельское поселение         |
| 59 | Ункосово           | село    | ↘105      | Ункосовское сельское поселение         |
| 60 | Фролово            | село    | ↘3        | Завидовское сельское поселение         |
| 61 | Церлёво            | село    | ↘115      | Пертовское сельское поселение          |
| 62 | Чучково            | пгт     | ↘2565     | Чучковское городское поселение         |
| 63 | Шарапово           | село    | ↘50       | Аладьинское сельское поселение         |
| 64 | Шеметово           | село    | ↘187      | Аладьинское сельское поселение         |
| 65 | Шигаевка           | деревня | ↘7        | Остро-Пластиковское сельское поселение |
| 66 | Шуваевка           | посёлок | ↘8        | Завидовское сельское поселение         |

## Экономика
Сельское хозяйство ориентировано на производство зерна, картофеля, молока, мяса.

## Транспорт
Железнодорожная магистраль «Москва—Рязань—Челябинск» проходит через Чучково.
Автомобильная магистраль М5 «Урал» «Москва—Челябинск» проходит через южную часть района. Местные дороги связывают Чучково с районными центрами Сасово и Шилово.

## Культура
- Дворец культуры
- Центральная библиотека
- Музыкальная школа

## Достопримечательности
- Памятник В. И. Ленину

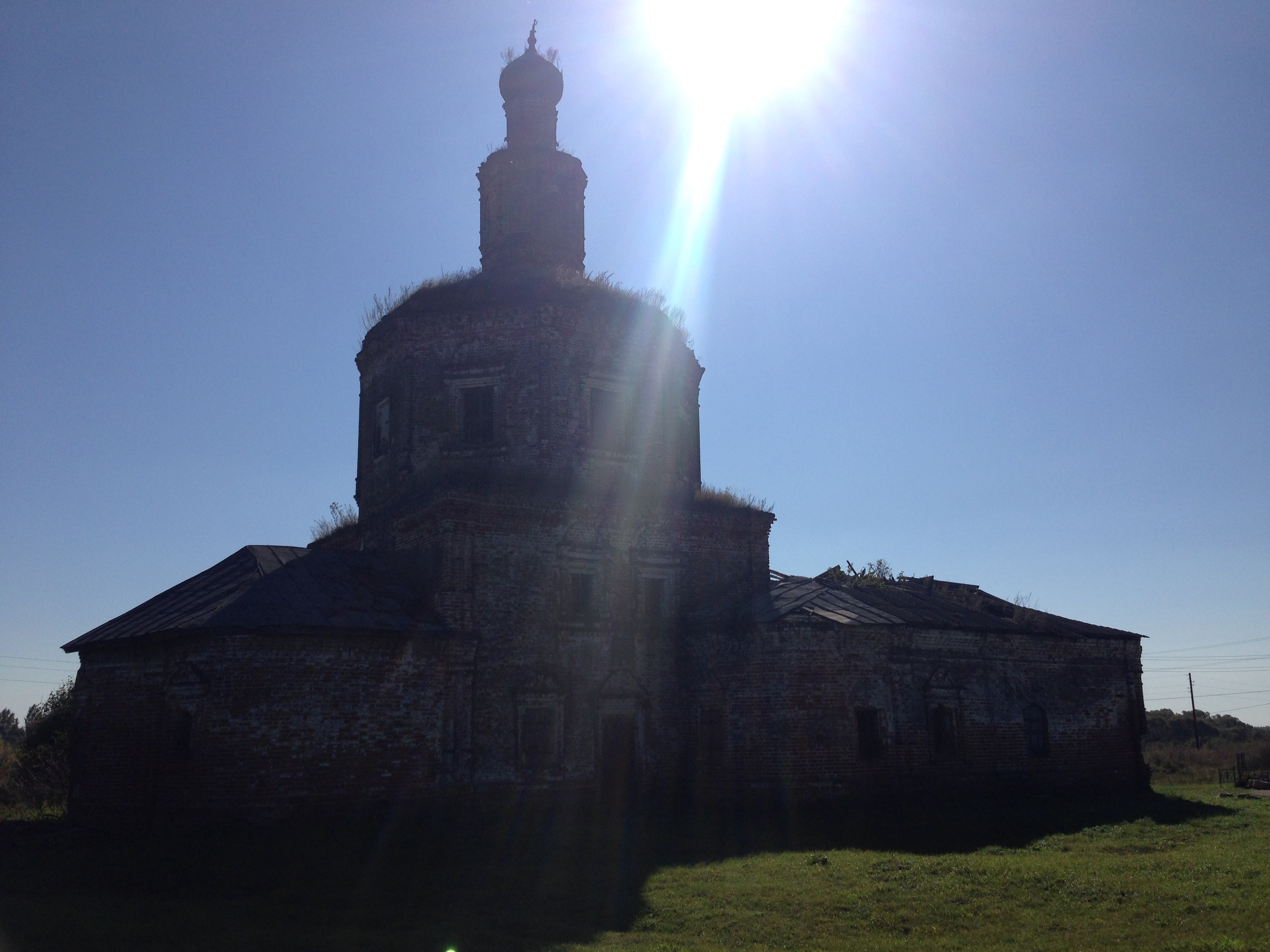
Церковь Рождества Пресвятой Богородицы в с. Остро-Пластиково

- Памятник погибшим на Афганской и Чеченских воинах
- Обелиск памяти погибшим в ВОВ
- Церковь Рождества Пресвятой Богородицы в с. Остро-Пластиково (кон. XVIII в.)

## Известные уроженцы
См. также: Категория:Родившиеся в Чучковском районе
- Быков, Павел Борисович (1914—2013), рабочий, новатор производства.
- Васютин, Василий Филиппович (1900—1979), учёный-экономист и экономико-географ, профессор.
- Киселёв, Семён Сергеевич (1906—1985), батальонный комиссар, военком 73-го погранотряда НКВД (9-й армии), ставшего 5-м Ребольским ордена Красного Знамени пограничным полком, Герой Советского Союза. (1940 — за советско-финскую войну)
- Никиткин, Алексей Тимофеевич (1922—1945), сержант, командир отделения пешей разведки 615-го стрелкового полка, Герой Советского Союза.
- Питенин, Митрофан Трофимович (1900—1944) — полный кавалер Ордена Славы
- Прошляков, Алексей Иванович (1901—1973) — Маршал инженерных войск (1961), начальник инженерных войск Советской Армии (1952—1965 годы), Герой Советского Союза. (1945). Сын крестьянина Ямской пригородной слободы г. Рязани.
- Филин, Михаил Иванович (1922—1970), лейтенант, командир взвода автоматчиков 325-го стрелкового полка 14-й стрелковой дивизии, Герой Советского Союза.
- Юдин, Кузьма Ефимович (1914—1945), старший сержант, командир отделения разведки 849-го артиллерийского полка, полный кавалер ордена Славы. Пропал без вести в годы Великой Отечественной войны